# Holland Roden

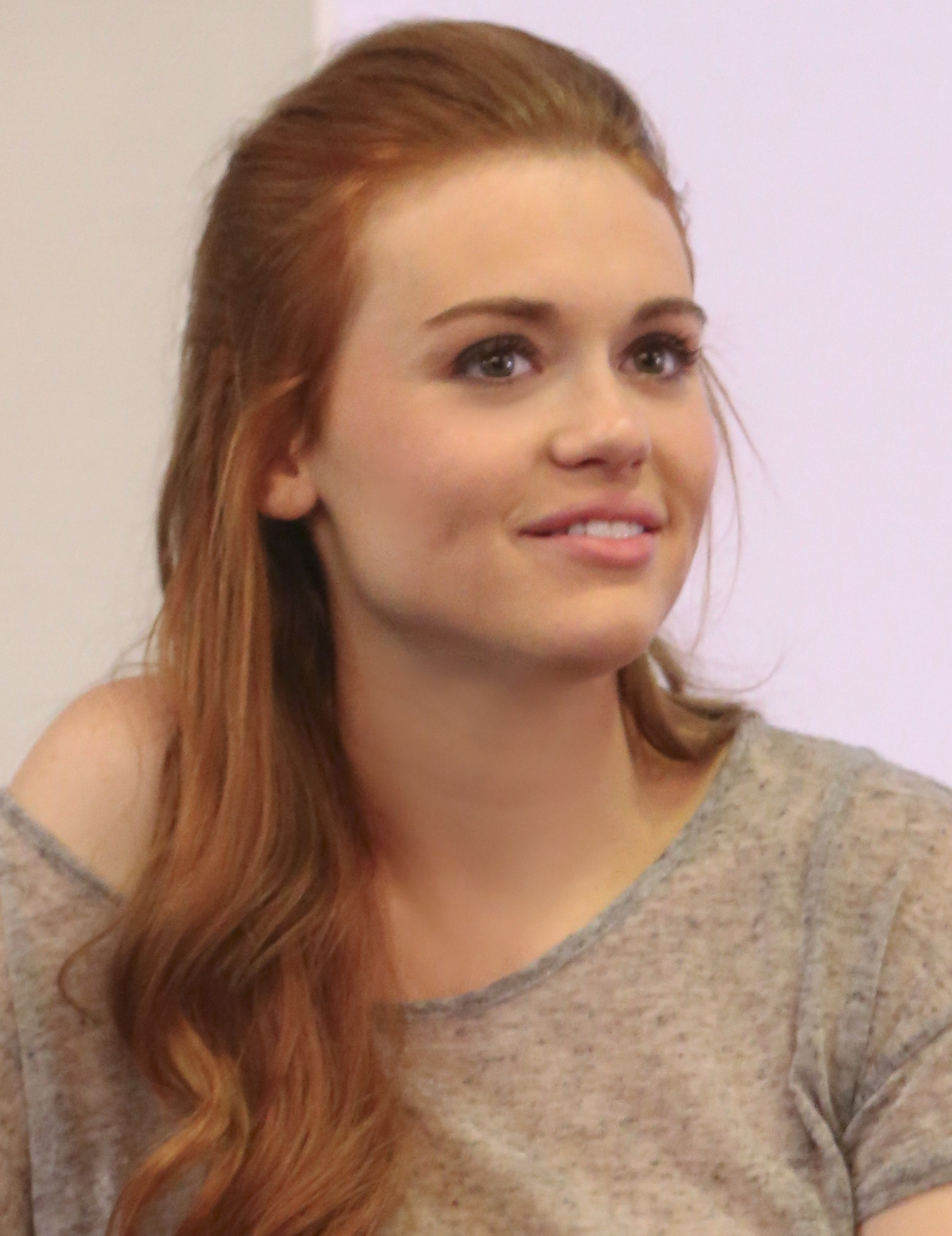
Holland Roden (2014)

Holland Marie Roden (* 7. Oktober 1986 in Dallas, Texas) ist eine US-amerikanische Schauspielerin.

## Leben
Ihre ersten Rollen übernahm sie im Jahr 2004 in zwei Kurzfilmen. Danach war sie hauptsächlich in verschiedenen Fernsehserien als Gastdarstellerin zu sehen, darunter CSI: Vegas, Lost, Cold Case – Kein Opfer ist je vergessen und Criminal Minds. 2009 war sie in der Sportkomödie Girls United – Gib Alles! neben Christina Milian und Rachele Brooke Smith in einer Hauptrolle zu sehen. Neben weiteren Gastrollen in Weeds – Kleine Deals unter Nachbarn, The Event und Grey’s Anatomy war sie zwischen 2011 und 2017 eine der Hauptdarstellerinnen in der MTV-Jugendserie Teen Wolf. Sie spielte dort die Rolle der Lydia Martin. Auf Deutsch wird sie hauptsächlich von der Schauspielerin und Sängerin Josefin Hagen synchronisiert, wie zum Beispiel in der Serie Teen Wolf.
Holland Roden war von 2014 bis 2016 mit dem Schauspieler Max Carver liiert.

## Filmografie (Auswahl)
- 2004: Consideration (Kurzfilm)

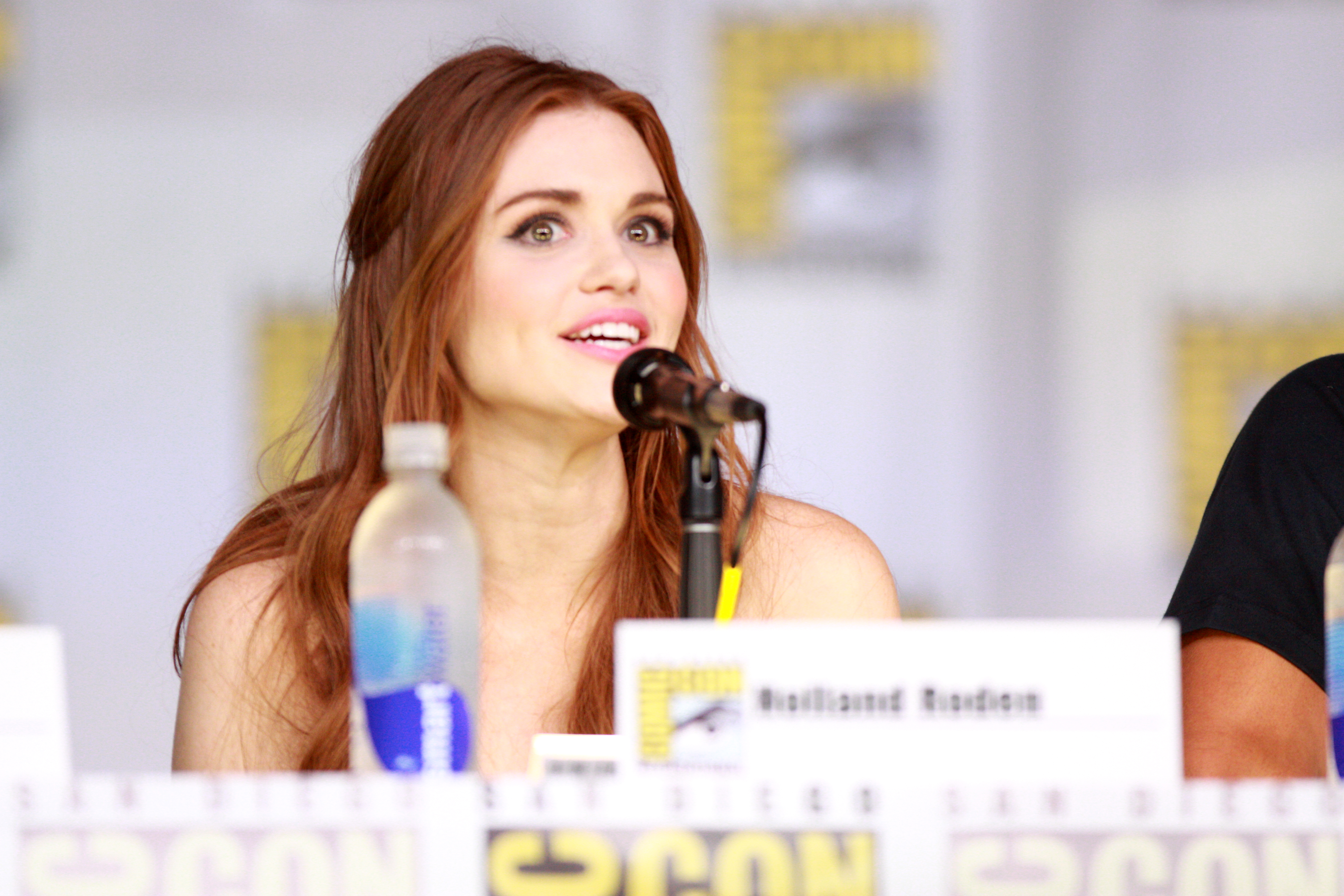
Holland Roden bei der Comic-Con 2013

- 2004: Back at the Ranch (Kurzfilm)
- 2007: CSI: Vegas (CSI: Crime Scene Investigation, Fernsehserie, Folge 8x07)
- 2008: 12 Miles of Bad Road (Fernsehserie, 3 Folgen)
- 2008: Lost (Fernsehserie, Folge 4x11)
- 2009: Cold Case – Kein Opfer ist je vergessen (Cold Case, Fernsehserie, Folge 6x04)
- 2009: Community (Fernsehserie, Folge 1x10)
- 2009: Criminal Minds (Fernsehserie, Folge 5x20)
- 2009: Girls United – Gib Alles! (Bring It On: Fight to the Finish)
- 2009: Weeds – Kleine Deals unter Nachbarn (Weeds, Fernsehserie, Folge 5x01)
- 2010: The Event (Fernsehserie, Folge 1x06)
- 2011: Memphis Beat (Fernsehserie, Folge 2x03)
- 2011–2017: Teen Wolf (Fernsehserie, 94 Folgen)
- 2012: Grey’s Anatomy (Fernsehserie, Folge 8x11)
- 2013: House of Dust
- 2013: Cry of Fear
- 2017: Lore (Fernsehserie, Folge 1x03)
- 2018: Channel Zero (Fernsehserie, 6 Folgen)
- 2018: MacGyver (Fernsehserie, Folge 3x08)
- 2020: Follow Me
- 2021–2022: Mayans M.C. (Fernsehserie, 9 Folgen)
- 2021: Escape Room 2: No Way Out (Escape Room: Tournament of Champions)
- 2021: American Boogeyman – Faszination des Bösen (Ted Bundy: American Boogeyman)
- 2022: Obsessed to Death (Fernsehfilm)
- 2022: Time for Him to Come Home for Christmas (Fernsehfilm)
- 2023: Teen Wolf: The Movie
- 2023: Mother, May I? (auch Produktion)
- 2023: Making Waves (Fernsehfilm)
- 2023: The Re-Education of Molly Singer
- 2024: Tipline Mysteries – Dial 1 for Murder (Fernsehfilm)
- 2024: Five Gold Rings
- 2024: Holidazed (Miniserie, 4 Folgen)